# Devah Pager
Pour les articles homonymes, voir Pager.
Devah Iwalani Pager (née le 1er mars 1972 à Honolulu et morte le 2 ou 3 novembre 2018 à Cambridge, Massachusetts,,) est une sociologue américaine, surtout connue pour ses recherches sur la discrimination raciale dans le marché du travail et le système pénal des États-Unis.
Elle est professeure de sociologie et de politique publique à l'université Harvard.

## Biographie
Devah Pager obtient son doctorat à l'université du Wisconsin-Madison en 2002. Dans le cadre de sa thèse de doctorat, elle mène une expérience dans laquelle elle recrute des hommes ayant des caractéristiques similaires pour se porter candidats à des offres d'emploi. Elle constate qu'un candidat noir reçoit en moyenne beaucoup moins de réponses qu'un candidat blanc ayant des qualifications équivalentes. Aussi, un candidat noir sans casier judiciaire reçoit moins de réponses qu'un demandeur blanc avec un casier judiciaire. Plus tard, elle refait l'expérience à New York et trouve des résultats similaires. La thèse reçoit le « Prix de la meilleure thèse » par l'American Sociological Association et est publiée en livre, Marked: Race, Crime, and Finding Work in an Era of Mass Incarceration (University of Chicago Press, 2007).

## Publications
- (en-US) Devah Pager, 2003, “The Mark of a Criminal Record”, American Journal of Sociology, 108(5) : p. 937-975, JSTOR 374403
- (en-US) Devah Pager, Bruce Western et Bart Bonikowski, 2009, "Discrimination in a Low Wage Labor Market: A Field Experiment", American Sociological Review, 74 (octobre) : p. 777-799
- (en-US) Devah Pager, 2007, MARKED: Race, Crime, and Finding Work in an Era of Mass Incarceration., Chicago University of Chicago Press
- (en-US) Lincoln Quillian et Devah Pager, 2010, "Estimating Risk: Stereotype Amplification and the Perceived Risk of Criminal Victimization", Social Psychology Quarterly, 73(1) : p. 79-104
- (en-US) Eric Grodsky et Devah Pager, 2001, “The Structure of Disadvantage: Individual and Occupational Determinants of the Black-White Wage Gap”, American Sociological Review : 66(4) : p. 542-567